# Сборная Украины по шахматам
Сборная Украины по шахматам (укр. Збірна України з шахів) представляет Украину на международных шахматных турнирах. Контроль и организацию осуществляет Федерация шахмат Украины. Наивысший рейтинг сборной — 2737 (2010).

## История

### 1990-е годы
Впервые сборная Украина вышла на международную шахматную арену в 1992 года, приняв участие в 30-й Шахматной Олимпиаде и в 10-м командном чемпионате Европы. Если на шахматной олимпиаде в Маниле сборная попала в десятку сильнейших, заняв 9 место, то уже на чемпионате Европы в Дебрецене, уступив лишь сборной России, украинцы заполучили для своей страны первую медаль — серебро.
Успех первого года выступлений сборной Украины продолжился в 1993 году: на 3-м командном чемпионате мира в Люцерне, шахматисты с Украины завоевали серебро.
На шахматной олимпиаде в Москве 1994 года сборная Украины повторила результат двухгодичной давности (вновь 9-е место). А вот уже на 32-й шахматной олимпиаде в Ереване, не проиграв ни единого матча, украинская сборная завоевала серебряную медаль.
1997 год выдался без медалей: 5-е место на командном чемпионате мира, при этом командный чемпионат Европы сборная Украины пропустила.
В 1998 году — новый успех: завоевание бронзовой медали на Шахматной олимпиаде Элисте.
Последнее участие команды перед вторым тысячелетием не принесло медалей — 6-е место на 12-м командном чемпионате Европы 1999 года в Батуми

### 2000-е годы
Новое десятилетие началось с повторения успеха прошлой олимпиады — вновь бронза теперь уже из Стамбула 2000 года.
2001 год преподнёс первую золотую медаль: Украина становиться победителем 5-го командного чемпионата мира, проходящего в Ереване. При этом блекло смотрится результат, показанный на чемпионате Европы в испанском Леоне — 11-е место.
Ещё менее убедителен результат Бледенской олимпиады 2002 года — 14-е место.
В 2003 и в последующие годы (2005, 2007) сборная Украина на командном чемпионате Европы неизменно приходит к финишу пятой.
Шахматная олимпиада 2004 в Кальвиа стала триумфом для украинских шахматистов: не зная поражений, сборная уверенно опередила ближайших соперников и заняла первое место.
На 6-м командном чемпионате мира 2005 года в Беэр-Шеве Украина отстала на шаг от медалей, заняв четвёртое место.
Шахматные олимпиады, туринская 2006 и дрезденская 2008 годов, показали высокий класс сборной, однако не принесли желаемых медалей (8-е и 4-е место соответственно).
Конец 2000-х годов выдался удачным: третье место на 17-м командном чемпионате Европы в Нови-Сад.

### 2010-е годы
Вторая золотая медаль на шахматных олимпиадах — итог поездки сборной в Ханты-Мансийск в 2010 году. При этом впервые сборная Украины того года не принимала участия в командном чемпионате мира.
В 2011 году, несмотря на неудачное выступление на командном чемпионате Европы (15 место), украинские шахматисты завоёвывают бронзу на командном чемпионате мира в Нинбо.
В 2012 год — вновь стамбульская олимпийская бронза.

## Статистика
| Турнир                     | Появлений | Годы            | Лучший результат |
| -------------------------- | --------- | --------------- | ---------------- |
| Шахматная олимпиада        | 11        | 1992—2012       | 2 (2004, 2010)   |
| Командный чемпионат мира   | 5         | 1993—2005, 2011 | (2001)           |
| Командный чемпионат Европы | 8         | 1992, 1999—2011 | (1992, 2019)     |

## Состав сборной

### Игроки

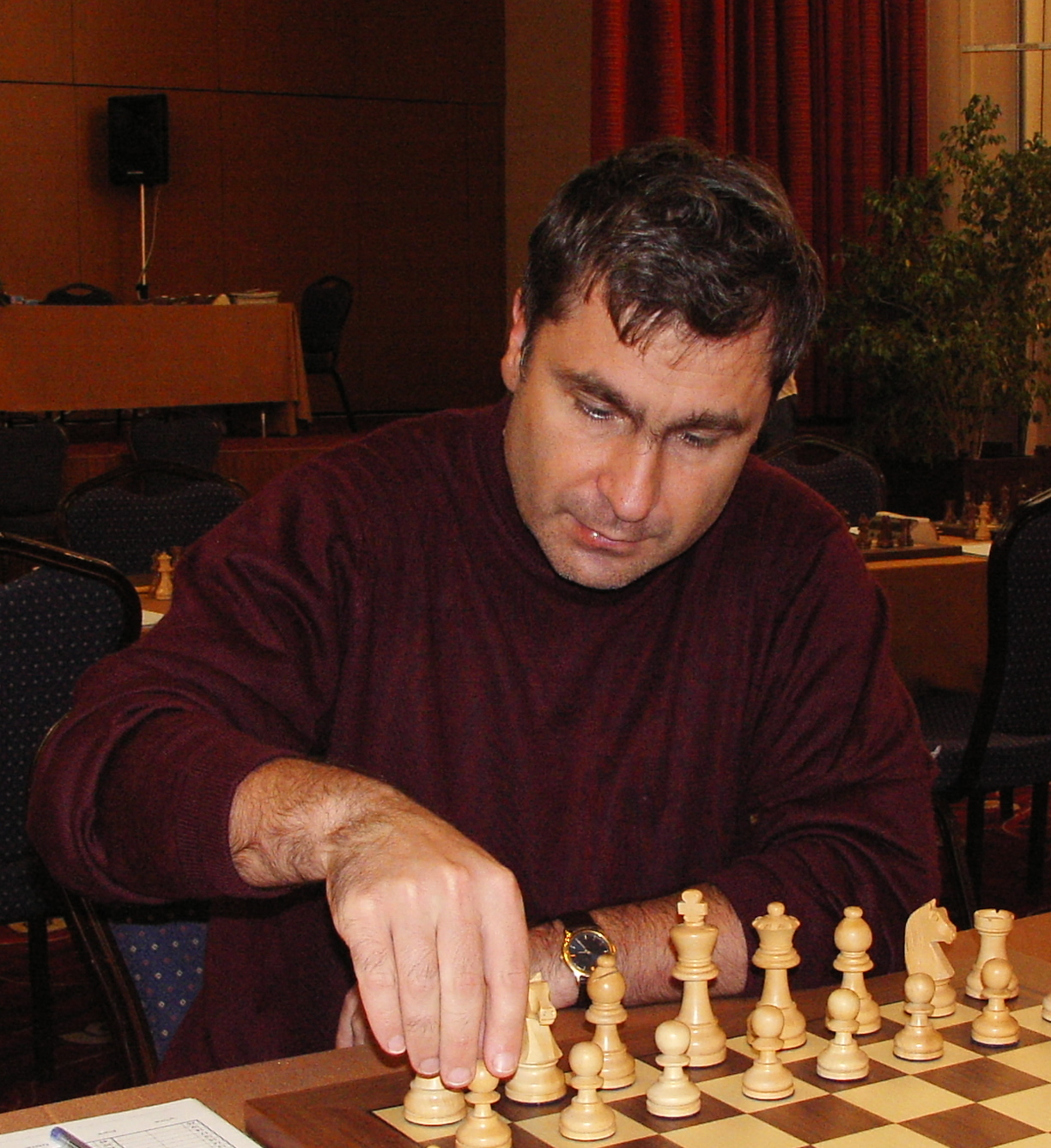
Василий Иванчук — бессменный лидер украинской сборной.

В разные годы за сборную Украины выступали 27 шахматистов: Александр Арещенко, Владимир Баклан, Александр Белявский, Андрей Волокитин, Юрий Дроздовский, Захар Ефименко, Василий Иванчук, Сергей Карякин, Антон Коробов, Юрий Криворучко, Юрий Круппа, Юрий Кузубов, Владимир Маланюк, Вадим Малахатько, Адриан Михальчишин, Александр Моисеенко, Валерий Неверов, Игорь Новиков, Александр Онищук, Руслан Пономарёв, Олег Романишин, Станислав Савченко, Владимир Тукмаков, Сергей Федорчук, Артур Фролов, Вячеслав Эйнгорн, Павел Эльянов.

### Тренеры
- 1992—2003 — без тренера
- 2004—2011 — Владимир Тукмаков
- 2011—н. в. — Александр Сулыпа

### Состав сборной 2022
| Доска           | Шахматист        | Рейтинг |
| --------------- | ---------------- | ------- |
| 1-я             | Антон Коробов    | 2695    |
| 2-я             | Андрей Волокитин | 2687    |
| 3-я             | Кирилл Шевченко  | 2652    |
| 4-я             | Юрий Кузубов     | 2639    |
| резервная       | Владимир Онищук  | 2612    |
| Сборная Украины | Сборная Украины  | 2657    |

### Гвардейцы
| Шахматист           | Годы выступлений      | Доска | Участие за сборную | Участие за сборную | Участие за сборную |
| Шахматист           | Годы выступлений      | Доска | Турниры            | Игры               | Очки               |
| ------------------- | --------------------- | ----- | ------------------ | ------------------ | ------------------ |
| Василий Иванчук     | 1992—н. в.            | 1     | 23                 | 221                | 140                |
| Руслан Пономарёв    | 1998—2005, 2010—н. в. | 1     | 11                 | 93                 | 61,5               |
| Олег Романишин      | 1992—2001             | 3     | 11                 | 85                 | 50,5               |
| Павел Эльянов       | 2003—н. в.            | 1     | 11                 | 84                 | 51                 |
| Александр Моисеенко | 2002—2007, 2010—н. в. | 4     | 11                 | 72                 | 47                 |

- Полужирным шрифтом отмечены действующие игроки сборной Украины

### Трансферы
| № | Шахматист           | Куда     | Год  |
| - | ------------------- | -------- | ---- |
| 1 | Александр Белявский | Словения | 1996 |
| 2 | Адриан Михальчишин  | Словения | 1999 |
| 3 | Игорь Новиков       | США      | 2004 |
| 4 | Александр Онищук    | США      | 2004 |
| 5 | Сергей Карякин      | Россия   | 2010 |

## Достижения

### Сборной
Шахматная олимпиада
- Двукратный победитель — 2004, 2010
- Серебряный призёр — 1996, 2016
- Бронзовый призёр — 1998, 2000, 2012

Всего: 6 медалей
- Кубок Ноны Гаприндашвили — 2008, 2016

Командный чемпионат мира по шахматам
- Чемпион — 2001
- Серебряный призёр — 1993, 2015
- Бронзовый призёр — 2011, 2013

Всего: 5 медали
Командный чемпионат Европы по шахматам
- Серебряный призёр — 1992
- Бронзовый призёр — 2009

Всего: 2 медали

### Индивидуальный зачёт
Шахматная олимпиада
- Лучший перфоменс:  Василий Иванчук — 1996
- 1-я доска:  Василий Иванчук — 2010;  Василий Иванчук — 1996;  Василий Иванчук — 2004.
- 2-я доска:  Руслан Пономарёв — 2000
- 3-я доска:  Павел Эльянов — 2010
- 4-я доска:  Захар Ефименко — 2010
- 2-я резервная доска:  Сергей Карякин — 2004;  Руслан Пономарёв — 1998

Всего: 3  + 4  + 2  = 10
Командный чемпионат мира по шахматам
- 1-я доска: 2  Василий Иванчук — 1993, 1997;  Василий Иванчук — 2001
- 2-я доска: 4  Владимир Маланюк — 1993; Александр Онищук — 1997; Руслан Пономарёв — 2001, 2005
- 4-я доска:  Александр Моисеенко — 2011;  Вячеслав Эйнгорн — 2001
- 1-я резервная доска:  Олег Романишин — 2001
- 2-я резервная доска:  Сергей Карякин — 2005

Всего: 8  + 3  = 11
Командный чемпионат Европы по шахматам
- 1-я доска:  Павел Эльянов — 2009;  Руслан Пономарёв — 2003
- 2-я доска: 2  Сергей Карякин — 2007; Андрей Волокитин — 2009
- 3-я доска:  Александр Моисеенко — 2005
- резервная доска:  Александр Арещенко — 2007

Всего: 1  + 2  + 3  = 6